# Jean Gourounas
Jean Gourounas, né le 5 mai 1965 à Saint-Étienne (Loire), est un artiste français, graphiste, illustrateur et auteur de littérature jeunesse.

## Biographie
Jean Gourounas vit et travaille dans sa ville natale, Saint-Étienne. Après un BEP d’Arts graphiques, il est formé à l'École des Beaux-Arts de Saint-Étienne durant deux années, puis travaille comme graphiste dans la communication.
Il publie son premier ouvrage jeunesse en 2001, aux éditions du Rouergue, qu'il écrit et illustre : Opéra bouffe. Son troisième ouvrage, Grosse légume, paru aux mêmes éditions, demeure l'un de ses plus célèbres, et reçoit en 2005 le Prix Sorcières dans la catégorie Tout-petits, et le Prix Bernard Versele, et, en 2009, le Prix des incorruptibles. L'album figure dans la « Bibliothèque idéale » du Centre national de la littérature pour la jeunesse (BnF).
Il a écrit et illustré une vingtaine d'ouvrages, comme seul auteur, essentiellement aux éditions du Rouergue, et depuis 2013, à l'Atelier du poisson soluble.

## Prix et distinctions
- 2004 :  Prix Bernard Versele[6],[4] pour Avis de tempête
- 2005 : Prix Sorcières[3] catégorie Tout-petits, pour Grosse légume
- 2005 :  Prix Bernard Versele[4] pour Grosse légume
- 2009 : Prix des incorruptibles[7]  pour Grosse légume
- 2018 : Sélection « Pépites internationales »[8] (Salon du livre et de la presse jeunesse de Montreuil, et Institut français) pour Les Ogres

Un de ses ouvrages fait partie de la « Bibliothèque idéale » du Centre national de la littérature pour la jeunesse (BnF) : Grosse légume (2003), qu'il a écrit et illustré.

## Œuvres
Textes et illustrations
- Opéra bouffe, éditions du Rouergue, 2001
- Avis de tempête[9], éditions du Rouergue, 2002 ; rééd. Actes sud junior, 2015 Prix Bernard Versele[6],[4] 2004
- Grosse légume, Rouergue, 2003  Prix Sorcières 2005[3] - Prix Bernard Versele[4] 2005 -  Prix des incorruptibles[7] 2009  - « Bibliothèque idéale » du Centre national de la littérature pour la jeunesse (BnF)[5]
- Loup yéti ?, Rouergue, 2003
- Le problème avec Gisèle, Rouergue, 2003
- Sale bête !, Rouergue, 2004
- Tyranik : dératisation foudroyante, Rouergue, 2005
- QI, le test d'intelligence absolu et définitif ! , Fage, 2006
- Wadaï !, Rouergue, 2006
- Un câlin, Rouergue, 2006
- QI², le test de votre chance ! : nouveau, spécial 70's , Fage, 2008
- La tache attaque !, Rouergue, 2009
- C'est moi qui lapin !, Rouergue, 2010
- Élémentaire ! : petit traité humoristique pour en savoir plus sur la vie en 4 éléments, Fage, 2010
- Bric à brac, Rouergue, 2011
- Le mille-pattes, Rouergue, 2011
- Girafe, Rouergue, 2012
- Jenny la cow-boy, l'Atelier du poisson soluble, 2013
- Alors, ça mord ? [10], Atelier du poisson soluble, 2015
- Caméléon, Atelier du poisson soluble, 2016
- Elle est bonne ?, Atelier du poisson soluble, 2017
- Les Ogres[11],[12], Rouergue, 2017 Sélection « Pépites internationales »[8] (Salon du livre et de la presse jeunesse de Montreuil, et Institut français)
- La petite poule rousse,  l'Atelier du poisson soluble, 2018
- Ça marche ou pas ?,  l'Atelier du poisson soluble, 2018
- Au boulot ! : un imagier des métiers,  l'Atelier du poisson soluble, 2019
- Tu fais quoi ?, l'Atelier du poisson soluble, 2021

## Adaptation de son œuvre
En spectacle de marionnettes
- Avis de tempêtes, d'après ses ouvrages Loup Yéti ? ; Opéra bouffe et Avis de tempête[13],  mise en scène et acteur Stéphane Duron,  coproduction Compagnie le Point d'Ariès, Espace Bonnefoy, Toulouse, et le Moulin du roc, Niort, création 2007[14], et tournées 2007-2010[15]